# Mezőterem község
Mezőterem község (románul: Comuna Tiream) község Szatmár megyében, Romániában. Központja Mezőterem, beosztott falvai Portelek, Vezend.

## Népessége
A 2011-es népszámlálás adatai alapján a község népessége 2226 fő volt.